# Matiloxis darconis
Matiloxis darconis là một loài bướm đêm trong họ Noctuidae.